# Pustynia Syryjska

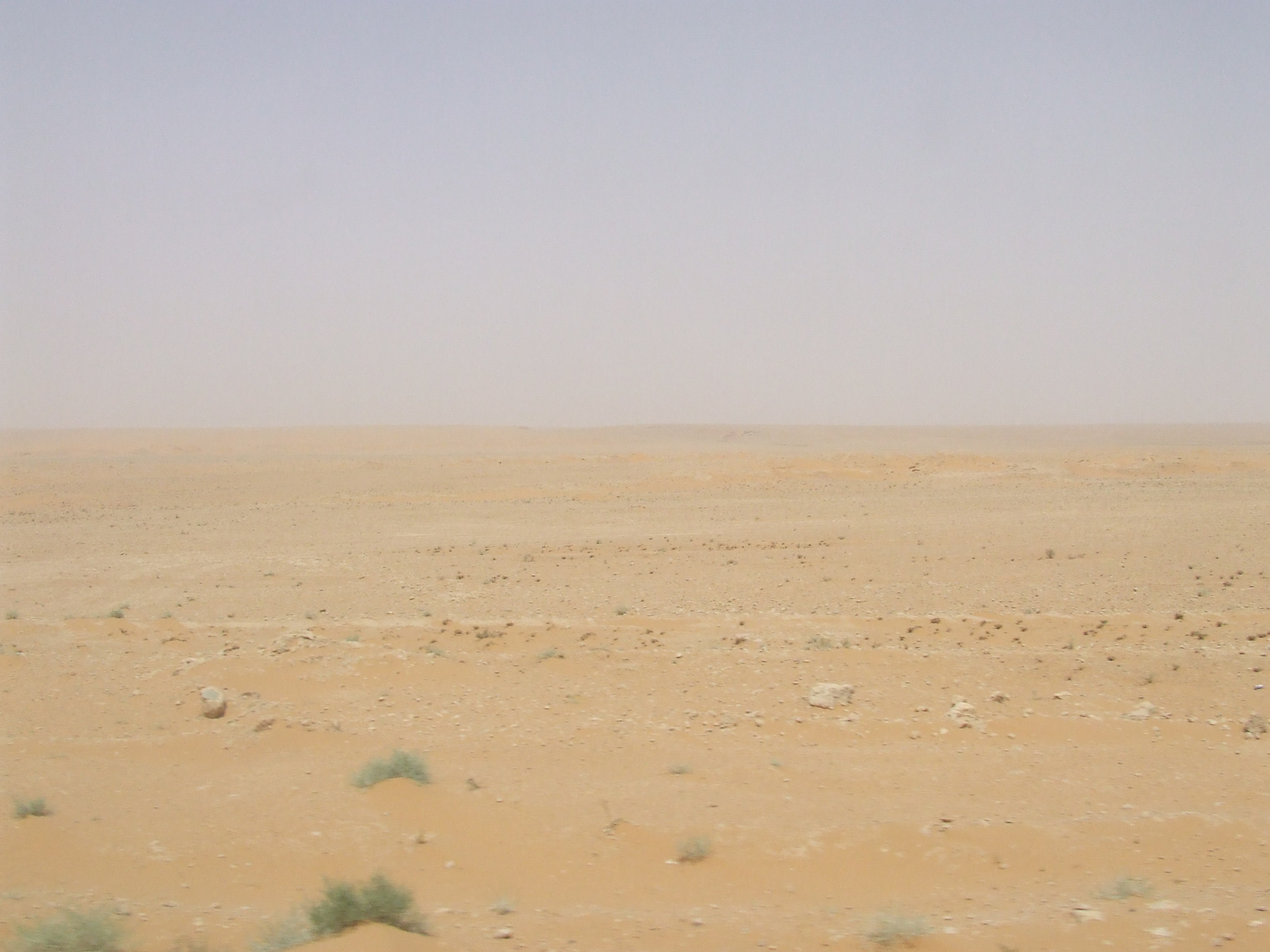
Pustynia Syryjska między oazami Dajr az-Zaur i Palmyra

Pustynia Syryjska (arab. ‏بادية الشام‎, Badijat asz-Szam) – pustynia w południowo-zachodniej Azji, na pograniczu Syrii, Iraku, Arabii Saudyjskiej i Jordanii.

## Geografia
Pustynia Syryjska znajduje się w południowo-zachodniej Azji, na pograniczu Syrii, Iraku, Arabii Saudyjskiej i Jordanii, położona między Niziną Mezopotamską na wschodzie i północnym wschodzie, pustynią Wielki Nefud na południu i 
Harrat asz-Szam na zachodzie. Leży na wysokości 500–1000 m n.p.m. a jej powierzchnia szacowana jest na ponad ok. 100 tys. km².
Pustynia rozwinęła się na utworach pokrywy platformowej: mezozoicznych i trzeciorzędowych piaskowcach, wapieniach, dolomitach i marglach oraz skałach wulkanicznych. Stanowi falistą równinę pokrytą w przeważającej części przez pustynie żwirowe i kamieniste, miejscami także przez zasolone szotty. Charakteryzuje się obecnością rozległych pokryw czarnej lawy (harra) i licznych wadi. W zachodniej części pustyni występują izolowane wzniesienia, głównie stożki wygasłych wulkanów, niewielkie zręby oraz drobne struktury fałdowe.

### Klimat
Pustynia Syryjska leży w strefie klimatu zwrotnikowego suchego i skrajnie suchego – roczne opady w części środkowej to ok. 15 mm a średnie roczne opady to 125 mm.

## Gospodarka
Przez Pustynię Syryjską biegną rurociągi naftowe ze złoża w Kirkuku na wybrzeże Morza Śródziemnego oraz drogi z Damaszku i Ammanu do Bagdadu. W latach 70. XX w. poszukiwano tu ropy naftowej.
Południowa część pustyni (Al-Hammad) zamieszkana jest przez kilka plemion nomadów i hodowców koni arabskich.